# Лоуренс, Генри
Генри Лоуренс (англ. Henry Laurens; 24 февраля [6 марта] 1724 — 8 декабря 1792) — американский торговец, рабовладелец и хозяин рисовых плантаций, который стал политическим лидером во время Войны за независимость. Президент Второго Континентального конгресса (1 ноября 1777 – 9 декабря 1778), заменивший на этом посту Джона Хэнкока. Подписал Статьи Конфедерации. Один из отцов-основателей США.
Лоуренс заработал значительную часть своего богатства, управляя крупнейшим работорговым «домом» в Северной Америке. В 1750-е годы он в одиночку контролировал в Чарльстоне продажи более 8000 африканских рабов. Он был в течение некоторого времени вице-президентом Южной Каролины и дипломатом в Нидерландах во время Войны за независимость. Он также был пленён в море англичанами и некоторое время провёл в заключении в лондонском Тауэре.
Его сын Джон Лоуренс убедил Континентальный конгресс призвать рабов в армию в обмен на их свободу, и ему было поручено сформировать полк из 3000 человек. Он был уверен, что американцы не могут бороться за свою свободу, пока рабы не вооружены. После того как Джон погиб во время войны, Лоуренс-старший освободил своих рабов, как хотел его сын.

## Ранняя жизнь и образование
Генри Лоуренс родился в 1724 году в семье гугенотов Джона (Жана) (ум. в 1747 году) и Эстер Грасиет (Грасье) Лоуренс (Лоранс), которые эмигрировали из Франции в британскую колонию Южная Каролина за несколько лет до его рождения, спасаясь от религиозных войн, начавшихся после эдикта Фонтенбло. Лоуренс-старший работал шорником в Чарльстауне и нашёл своему сыну через свои связи работу в месте под названием counting house — современном аналоге бухгалтерии.
В 1744 году Генри Лоуренс получил похожую должность в Лондоне и использовал поездку туда для увеличения своих знаний в торговом деле. В 1747 году он вернулся на родину после трёх лет отсутствия и занялся экспортно-импортным торговым бизнесом, в том числе торгуя рабами. Лоуренс заработал много денег на работорговле и был одним из совладельцев острова Бунсе около побережья Сьерра-Леоне в Западной Африке — центра торговли рабами, создав настоящую работорговую компанию с «офисом» в его родном Чарльстоне. Когда первый корабль с рабами достиг Чарльстона, Лоуренс подал в газету объявление об этом, устроил аукцион по их продаже и брал себе по 10 % от каждой сделки. Лоуренс продавал рабов преимущественно на рисовые плантации и на вырученные от их продажи деньги в итоге сам смог стать рисовым плантатором.

## Брак и семья
Он женился 25 июня 1750 года на Элеоноре Бэлл, происходившей, так же как и он, из семьи богатых рисовых плантаторов. У них родилось 13 детей, 8 из которых умерли в младенчестве. Оставшиеся четыре были:
- Джон Лоуренс (1754—1782 г.г.) — назван в честь деда, погиб во время Войны за независимость;
- Марта Лоуренс Рамсей (1759-1811), врач и историк, вышла замуж за депутата от Южной Каролины Дональда Рамсея;
- Генри-младший, депутат Конгресса, женившийся на дочери Джона Ратледжа Эльзе и унаследовавший состояние Генри Лоуренса;
- Мэри Лоуренс, вышедшая замуж за депутата Континентального Конгресса Чарльза Пинкни и умершая после родов последнего из их детей.

Элеонора умерла в 1770 году, из-за чего он на какое-то время даже отошёл от общественной жизни.
Лоуренс взял двух своих сыновей в Великобританию, чтобы дать им образование, и поощрял занятия старшего сына, Джона Лоуренса, юриспруденцией. Молодой Лоуренс вернулся в Соединённые Штаты в 1776 году, когда началась Война за независимость.

## Политическая карьера
Лоуренс служил в ополчении, как и большинство трудоспособных мужчин в то время. Он дослужился до звания подполковника в кампании против индейцев-чероки в 1757—1761 годах.
В 1757 году он был впервые избран в колониальную ассамблею. Лоуренс избирался туда каждый год, за исключением одного года, до тех пор пока революция не заменила ассамблею конвентом штата в качестве временного правительства. Единственным пропущенным годом был 1773, когда он был в Англии, чтобы организовать будущее образование своих сыновей. Он выдвигался в Совет колонии в 1764 и 1768 годах, но оба раза отказывался. В 1772 году он вступил в Американское философское общество в Филадельфии и вёл активную переписку с другими его членами.
Когда революция в Америке приближалась, Лоуренс первоначально был склонен сохранять верность британской короне. Но как только условия жизни ухудшились, он пришёл к полной поддержке американской позиции. Когда Каролина начала создавать своё революционное правительство, Лоуренс был избран в провинциальный конгресс, который впервые собрался 9 января 1775 года. Он был президентом комитета по безопасности и председателем этого конгресса с июня 1775 года по март 1776 года. Когда в Южной Каролине было сформировано полностью независимое правительство, он занимал пост вице-президента Южной Каролины с марта 1776 года по 27 июня 1777 года.
Генри Лоуренс впервые стал делегатом Континентального конгресса 10 января 1777 года. Он работал в Конгрессе с этого момента и до 1780 года. При этом он был президентом Континентального конгресса с 1 ноября 1777 года до 9 декабря 1778 года.
Осенью 1779 года Конгресс назначил Лоуренса своим послом в Нидерландах. В начале 1780 года он занял эту должность и провёл успешные переговоры с голландцами, направленные на то, чтобы те поддержали США в Войне за независимость. Но во время его второго путешествия в Амстердам, осенью, британский флот перехватил его судно, почтовый корабль «Меркурий», у берегов Ньюфаундленда. Хотя его документы были выброшены в воду, англичане всё же заполучили их, и это открыло им проект возможного американо-голландского договора, подготовленного Уильямом Ли. Это заставило Англию объявить войну Голландии, известную как Четвёртая англо-голландская война.
Лоуренс был обвинён в государственной измене, доставлен в Англию и заключён в Таэур (он был единственным американцем, побывавшим в этой башне в качестве узника). Его заключение в тюрьму вызвало массовые протесты американцев. Во время Войны за независимость большинство захватываемых в плен считались военнопленными, и хотя условия их содержания нередко были ужасающими, но обмен пленными и разрешение пленным вести переписку были обычной практикой. Во время тюремного заключения Лоуренсу помогал Ричард Освальд, его бывший деловой партнёр и фактический владелец острова Бунсе. Освальд от имени Лоуренса ходатайствовал перед британским правительством. Наконец, 31 декабря 1781 года он был освобождён и обменян на генерала лорда Корнуоллиса, после чего завершил своё путешествие в Амстердам. Он помог собрать средства для сражающихся американцев.
Во время одной из последних битв в Войне за независимость, в 1782 году, старший сын Лоуренса Джон был убит. Он поддерживал идею освобождения рабов и их привлечения к военным действиям, чтобы с их помощью завоевать свободу для самих себя. После войны Генри Лоуренс освободил всех своих рабов.
В 1783 году Лоуренс был направлен в Париж в качестве одного из уполномоченных для мирных переговоров, которые в итоге привели к заключению Парижского мирного договора. До подписания им главного договора он сыграл важную роль в достижении договорённостей по вторичным вопросам, связанным с Нидерландами и Испанией. Ричард Освальд, бывший партнёр Лоуренса по работорговле, был главным дипломатом от Британии в ходе парижских мирных переговоров.
Лоуренс полностью ушёл из общественной жизни в 1784 году. Ему предлагали вернуться в Континентальный конгресс, Филадельфийский конвент в 1787 году и в ассамблею штата, но он отказался от всех этих постов. Тем не менее, он участвовал в работе конвента 1788 года, где проголосовал за ратификацию Конституции Соединённых Штатов.

## Дальнейшие события
Британские оккупационные войска из Чарльстона сожгли его дом в Мепкине во время войны. Когда Лоуренс и его семья вернулись в Америку в 1784 году, они жили во флигеле, в то время как сам дом был перестроен. Он жил там до конца жизни, работая, чтобы вернуть приблизительно 40 000 фунтов, в которые ему обошлась революция (это примерно 3,5 млн долларов в пересчёте на цены 2000 года).

## Смерть и кремация
Генри Лоуренс умер 8 декабря 1792 года в своём имении, Мепкине, и в своём завещании написал, что желает, чтобы его кремировали, а прах похоронили бы в его имении. Как сообщается, он был первым кремированным в США человеком. Впоследствии его имением владели несколько разных семей. Большая часть его построек существует до сих пор и используется сегодня в качестве аббатства траппистов.

## Память
Именем Лоуренса названы город и округ в штате Южная Каролина.